# Nikolaiviertel

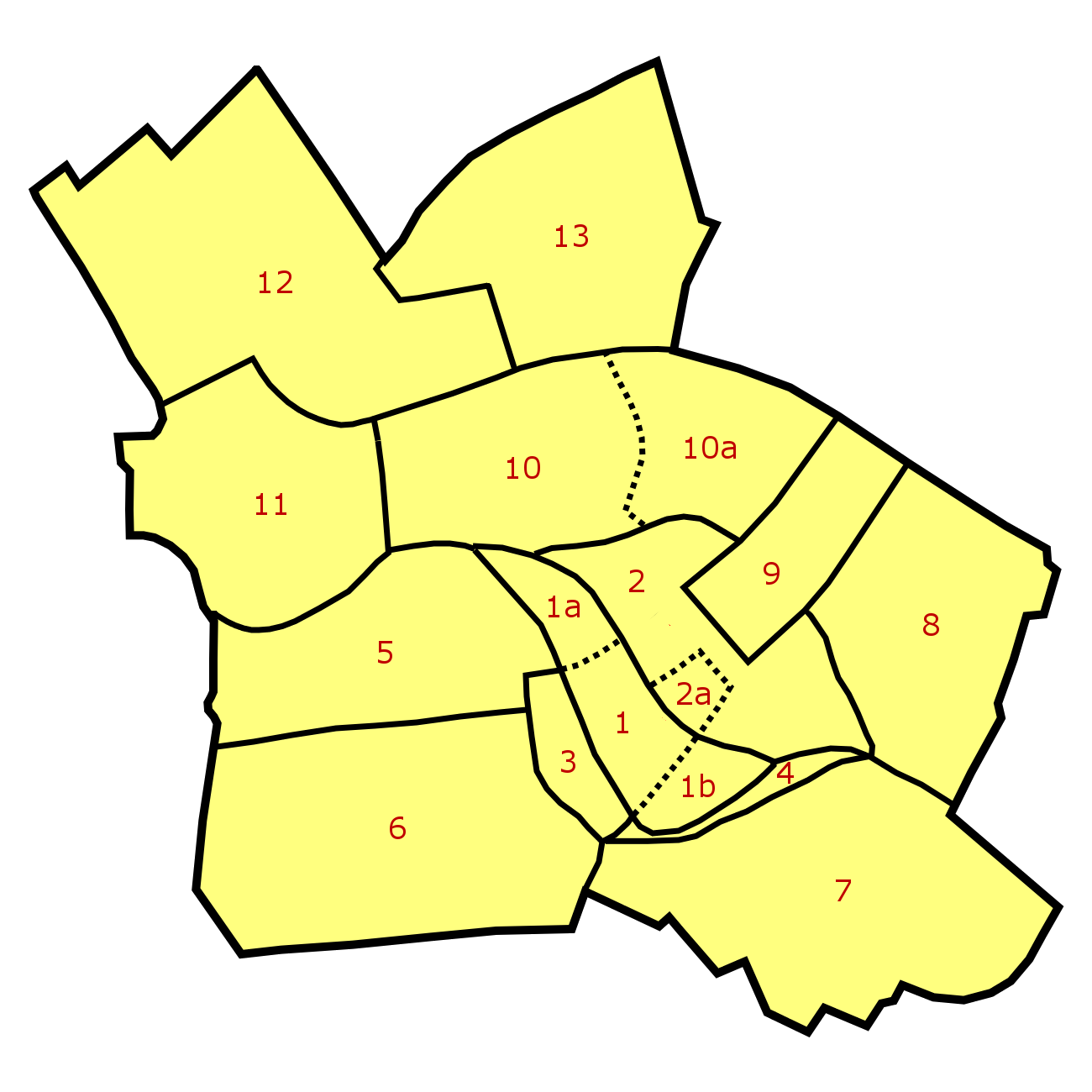
Les 13 quartiers historiques de Berlin-Mitte :
1. Altkölln (Spreeinsel) (avec Museumsinsel [1a], Fischerinsel [1b])
2. Altberlin (avec Nikolaiviertel [2a])
3. Friedrichswerder
4. Neukölln am Wasser
5. Dorotheenstadt
6. Friedrichstadt
7. Luisenstadt
8. Stralauer Vorstadt (avec Königsstadt)
9. Alexanderplatz
10. Spandauer Vorstadt (avec Scheunenviertel [10a])
11. Friedrich-Wilhelm-Stadt
12. Oranienburger Vorstadt
13. Rosenthaler Vorstadt

Nikolaiviertel [nikoˈlaɪ̯ˌfɪʁtl̩]  ("quartier Saint-Nicolas") est un quartier historique berlinois situé dans le quartier administratif de Mitte et dans l’arrondissement de Mitte sur la rive Est de la Spree entre la rivière, la Rathausstraße, la Spandauer Straße et le Mühlendamm. 
C’est la plus vieille zone habitée de Altberlin (vieux Berlin). Il fut reconstruit par les autorités de la RDA de 1980 à 1987 pour être inauguré à l'occasion des 750 ans de la fondation de la ville en 1987. En son centre se trouve la Nikolaikirche.

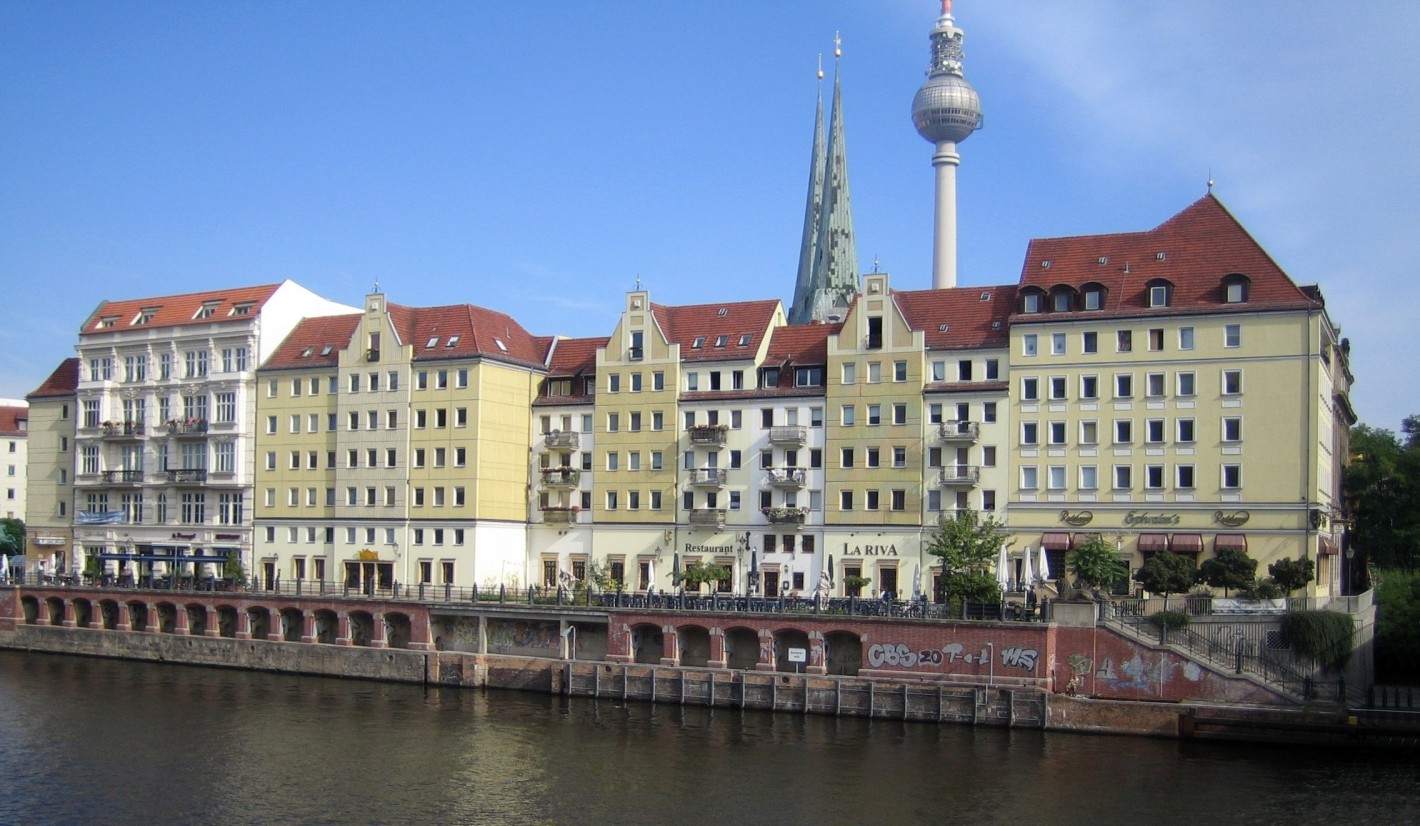
Le quartier Nikolaiviertel et la Spree